# 任仲礼
任仲礼，明朝人，是一名明朝政治人物。
任仲礼曾接替王士显任嘉定县知县一职，1426年由祖述接任。